# Aure sur Mer
Pour les articles homonymes, voir Aure et Mer (homonymie).
Aure sur Mer est une commune nouvelle française située dans le département du Calvados en région Normandie créée le 1er janvier 2017 par la fusion de Russy et Sainte-Honorine-des-Pertes qui sont devenues ses communes déléguées .
La commune nouvelle est peuplée de 697 habitants.

## Géographie

### Localisation

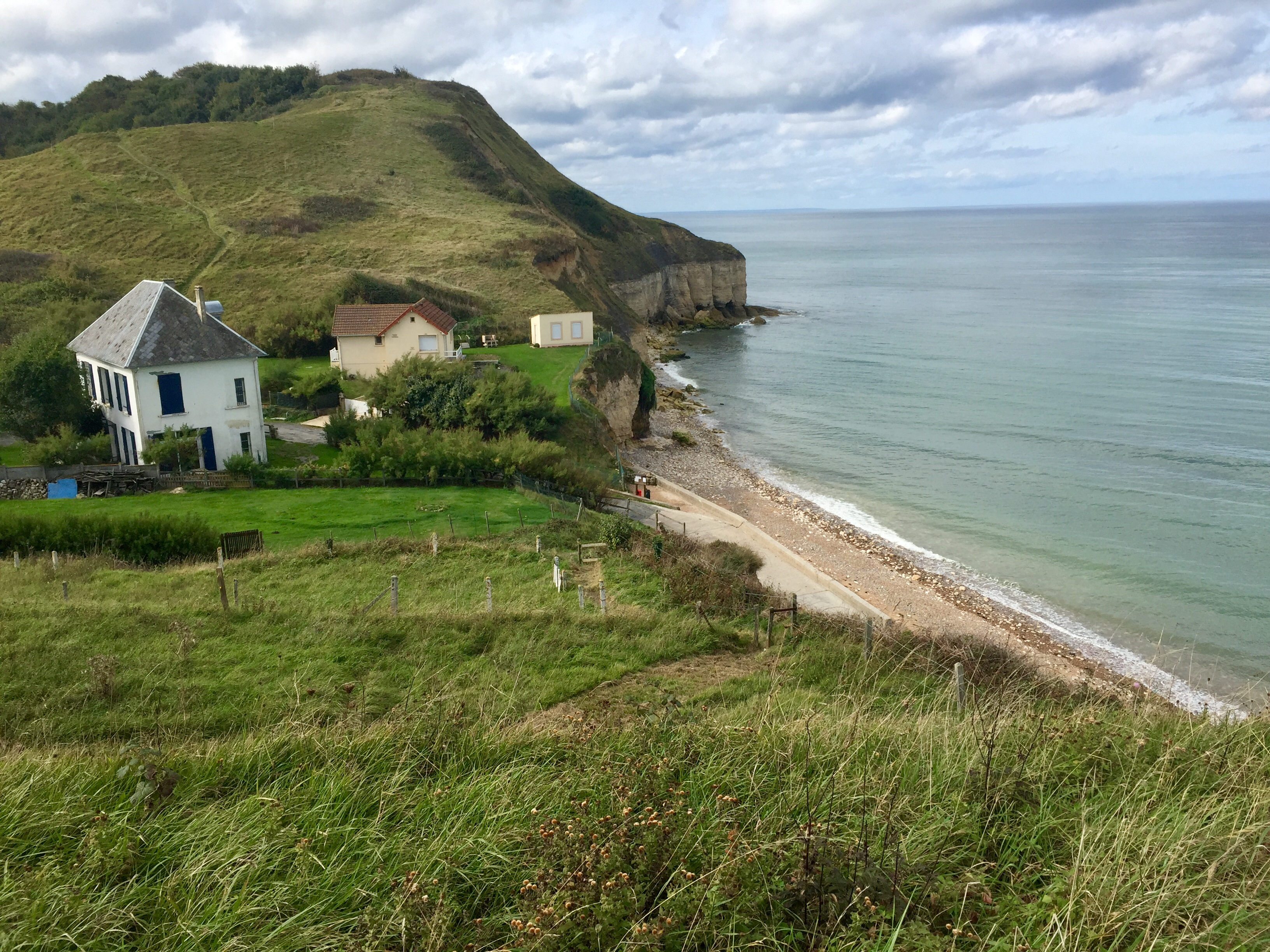
La plage de Sainte Honorine des Pertes.

Le chef-lieu de la commune nouvelle se situe à Sainte-Honorine-des-Pertes.
Le sentier de grande randonnée GR 223 travers  Sainte-Honorine-des-Pertes.

### Communes limitrophes
| Manche             | Manche       | Manche                 |
| Colleville-sur-Mer | Aure-sur-Mer | Port-en-Bessin-Huppain |
| Surrain            | Mosles       | Étréham                |

### Hydrographie
La commune est située dans le bassin Seine-Normandie. Elle est drainée par l'Aure, le Douet de Courtelay et divers autres petits cours d'eau,.
L'Aure, d'une longueur de 82 km, prend sa source dans la commune de Caumont-sur-Aure et se jette  dans la Vire en limite d'Osmanville, Isigny-sur-Mer et Carentan-les-Marais, après avoir traversé 26 communes. 

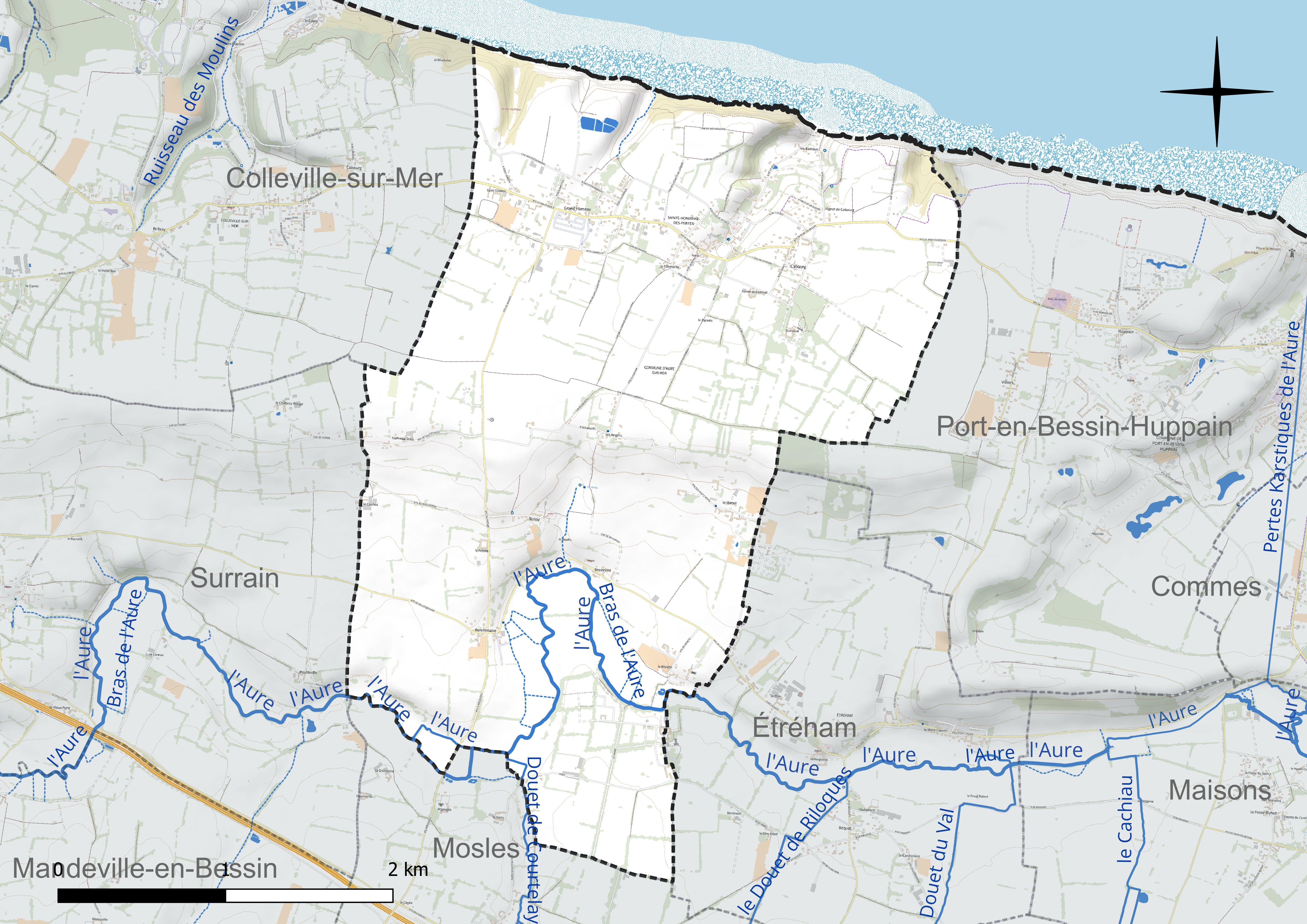
Réseau hydrographique d'Aure sur Mer.

### Climat
Pour des articles plus généraux, voir Climat de la Normandie et Climat du Calvados.
En 2010, le climat de la commune est de type climat océanique franc, selon une étude du CNRS s'appuyant sur une série de données couvrant la période 1971-2000. En 2020, Météo-France publie une typologie des climats de la France métropolitaine dans laquelle la commune est exposée à un climat océanique et est dans la région climatique Normandie (Cotentin, Orne), caractérisée par une pluviométrie relativement élevée (850 mm/a) et un été frais (15,5 °C) et venté. Parallèlement le GIEC normand, un groupe régional d'experts sur le climat, différencie quant à lui, dans une étude de 2020, trois grands types de climats pour la région Normandie, nuancés à une échelle plus fine par les facteurs géographiques locaux. La commune est, selon ce zonage, exposée à un « climat maritime », correspondant au Cotentin et à l'ouest du département de la Manche, frais, humide et pluvieux, où les contrastes pluviométrique et thermique sont parfois très prononcés en quelques kilomètres quand le relief est marqué.
Pour la période 1971-2000, la température annuelle moyenne est de 10,6 °C, avec  une amplitude thermique annuelle de 11,2 °C. Le cumul annuel moyen de précipitations est de 840 mm, avec 12,5 jours de précipitations en janvier et 7,9 jours en juillet. Pour la période 1991-2020, la température moyenne annuelle observée sur la station météorologique la plus proche, située sur la commune de Balleroy-sur-Drôme à 19 km à vol d'oiseau, est de 11,2 °C et le cumul annuel moyen de précipitations est de 924,3 mm,. Pour l'avenir, les paramètres climatiques de la commune estimés pour 2050 selon différents scénarios d'émission de gaz à effet de serre sont consultables sur un site dédié publié par Météo-France en novembre 2022.

## Urbanisme

### Typologie
Au 1er janvier 2024, Aure sur Mer est catégorisée commune rurale à habitat dispersé, selon la nouvelle grille communale de densité à 7 niveaux définie par l'Insee en 2022.
Elle est située hors unité urbaine. Par ailleurs la commune fait partie de l'aire d'attraction de Bayeux, dont elle est une commune de la couronne,. Cette aire, qui regroupe 29 communes, est catégorisée dans les aires de moins de 50 000 habitants,.
La commune, bordée par la baie de Seine, est également une commune littorale au sens de la loi du 3 janvier 1986, dite loi littoral. Des dispositions spécifiques d'urbanisme s'y appliquent dès lors afin de préserver les espaces naturels, les sites, les paysages et l'équilibre écologique du littoral, tel le principe d'inconstructibilité, en dehors des espaces urbanisés, sur la bande littorale des 100 mètres, ou plus si le plan local d'urbanisme le prévoit.

### Habitat et logement
| Logements                                        | Nombre en 2008 | % en 2008 | nombre en 2013 | % en 2013 | nombre en 2019 | % en 2019 |
| ------------------------------------------------ | -------------- | --------- | -------------- | --------- | -------------- | --------- |
| Total                                            | 442            | 100 %     | 465            | 100 %     | 515            | 100 %     |
| Résidences principales                           | 279            | 63,1 %    | 296            | 63,6 %    | 301            | 58,5 %    |
| → Dont HLM                                       | 18             | 6,6 %     | 20             | 6,7 %     | 20             | 6,5 %     |
| Résidences secondaires et logements occasionnels | 153            | 34,6 %    | 162            | 34,9 %    | 195            | 37,8 %    |
| Logements vacants                                | 10             | 2,3 %     | 7              | 1,5 %     | 19             | 3,7 %     |
| Dont :                                           |                |           |                |           |                |           |
| → maisons                                        | 419            | 94,8 %    | 444            | 95,5 %    | 460            | 89,4 %    |
| → appartements                                   | 8              | 1,8 %     | 12             | 2,6 %     | 6              | 1,2 %     |

## Toponymie

### Aure sur Mer
La commune nouvelle se situe à proximité de la rivière l'Aure, qui coule à Russy et en bordure de mer (la Manche), à Sainte-Honorine-des-Pertes.
Son nom a été voté à l'unanimité par l'ensemble des deux conseils municipaux. Il avait pour objet d'ouvrir suffisamment la possibilité aux communes voisines de se retrouver dans ce nom et de rejoindre la fusion. Il est né d'un constat fait par M. Pierre Leroy (2e maire-adjoint de  Russy) que les communes se situent à proximité de l'Aure et en bordure de mer (Manche (mer)). Le nom Aure sur mer offre l'avantage non négligeable de commencer par la lettre A, ce qui la place en première position sur bon nombre de sites d'accueil touristique (première économie locale des plages du débarquement)[réf. nécessaire].
On note que dans l'arrêté préfectoral créant la commune nouvelle, la graphie de la commune nouvelle n'est pas conforme aux règles de typographie française qui imposent les traits d'union. Le nom de la commune aurait dû se graphier « Aure-sur-Mer ».

### Sainte-Honorine-des-Pertes
Le nom de la localité est mentionné sous la forme Sancta Honorina de Pertis au XIVe siècle.
Sainte Honorine tire son nom de Sainte Honorine, martyre gauloise.
Les pertes en questions sont les déperditions (résurgences) de l'Aure, qui disparaît sous terre au nord de Bayeux, au lieu-dit la Fosse Soucy, pour plonger sous les falaises de la côte, ressurgissant sur les platiers de Port-en-Bessin et Sainte-Honorine.

### Russy
Le nom de la localité est attesté sous la forme Russeium en 1184, Russie et Ruissie en 1290, Rousseyum au XIVe siècle.
Le toponyme est issu de l'anthroponyme roman Ruscus, Rusticius, Roscius ou gaulois Ruscus suivi du suffixe d'origine gauloise -acum (> -ei > -y) de localisation et de propriété.

### Argouges-sous-Mosles
Ancienne commune rattachée à Russy en 1824.
Le nom de la localité est attesté sous la forme Arguges en 1204, Argogiæ en 1224, Argogæ en 1250, Argoges en 1277, Argougiæ au XIVe siècle.
Homonymie avec Argouges-sur-Aure (fusionnée à Vaux-sur-Aure) et Argouges (Manche). Voir cette dernière commune.

## Histoire
La commune nouvelle est créée par l'arrêté préfectoral du 9 décembre 2016 qui a pris effet le 1er janvier 2017,.
L'équipe municipale élue en 2017 envisageait de poursuivre la démarche de fusion en s'unissant avec Port-en-Bessin-Huppain, de manière notamment à permettre l'accueil des élèves dans l'école de Port-en-Bessin,,, mais un conseil municipal consacré à ce sujet n'a pu se tenir le 19 novembre 2018 à la suite de l'opposition de manifestants. Cette perspective est rejetée par la nouvelle municipalité élue en 2020,.

## Politique et administration

### Rattachements administratifs et électoraux
Aure sur Mer fait partie de l'arrondissement de Bayeux du département du Calvados.
Pour les élections départementales, la commune fait partie du  canton de Trévières
Pour l'élection des députés, elle fait partie de la cinquième circonscription du Calvados.

### Intercommunalité
Aure sur Mer fait partie depuis la création de la commune nouvelle de la  communauté de communes Isigny-Omaha Intercom, un établissement public de coopération intercommunale (EPCI) à fiscalité propre créé en 2017  et auquel la commune avait transféré un certain nombre de ses compétences, dans les conditions déterminées par le code général des collectivités territoriales.
Cette intercommunalité a été créée à cette date par la fusion des communautés de communes Intercom Balleroy Le Molay-Littry, Isigny Grandcamp Intercom et de Trévières, dont était membres jusqu'alors Russy et Sainte-Honorine-des-Pertes.
Toutefois, en désaccord avec Isigny-Omaha Intercom en ce qui concerne l'école de rattachement des enfants de la commune, la municipalité menace de demander le rattachement d'Aure sur Mer à la communauté de communes de Bayeux Intercom,.

### Politique locale
Dès le printemps 2021, le maire élu en 2020, Alain Bauda, est mis en minorité au sein du conseil municipal, aboutissant à une paralysie des institutions municipales et à des perspectives de nouvelles élections municipales pour dénouer la situation,,,.

### Administration municipale
Pour la mandature 2020-2026, le conseil municipal de la commune nouvelle compte 19 conseillers municipaux, y compris le maire et ses adjoints.

### Liste des maires
| Période       | Période                       | Identité    | Étiquette | Qualité |
| ------------- | ----------------------------- | ----------- | --------- | --- |
| janvier 2017  | juillet 2020                  | Jean Vally  |           | Garagiste Maire de Sainte-Honorine-des-Pertes (2008 → 2016)                                                                                   |
| juillet 2020, | En cours (au 15 juillet 2022) | Alain Bauda | PS        | Ingénieur agronome retraité, ancien maire de Villemagne (1991-2008), conseiller général du canton de Castelnaudary Nord de 1992 à 2004 (Aude) |

### Communes déléguées
| Nom                                | Code Insee | Intercommunalité | Superficie (km2) | Population (dernière pop. légale) | Densité (hab./km2) |
| ---------------------------------- | ---------- | ---------------- | ---------------- | --------------------------------- | ------------------ |
| Sainte-Honorine-des-Pertes (siège) | 14591      | CC de Trévières  | 5,69             | 536 (2021)                        | 94                 |
| Russy                              | 14551      | CC de Trévières  | 4,86             | 173 (2021)                        | 36                 |

## Équipements et services publics
Les enfants d'Aure-sur-Mer, qui étaient scolarisés dans l'école de Port-en-Bessin le sont depuis la rentrée 2018 à l'école d'Étréham et Maisons dans le cadre d'un regroupement pédagogique intercommunal,. La municipalité souhaite néanmoins revenir à la situation antérieure, au moyen d'une convention scolaire à négocier entre Isigny-Omaha Intercom  et Bayeux Intercom.

## Population et société

### Démographie
La population des anciennes communes puis de la commune nouvelle est connue par les recensements menés régulièrement par l'Insee.
En 2025, la commune comptait 697 habitants.
| 1968 | 1975 | 1982 | 1990 | 1999 | 2008 | 2013 | 2015 | 2016 |
| ---- | ---- | ---- | ---- | ---- | ---- | ---- | ---- | ---- |
| 416  | 446  | 527  | 538  | 571  | 755  | 755  | 749  | 743  |

| 2021 | 2022 | - | - | - | - | - | - | - |
| ---- | ---- | - | - | - | - | - | - | - |
| 709  | 697  | - | - | - | - | - | - | - |

## Culture locale et patrimoine

### Lieux et monuments
- Église Saint-Éloi de Russy.
- Église Sainte-Honorine de Sainte-Honorine-des-Pertes.
- Chapelle Saint-Siméon de Sainte-Honorine-des-Pertes.
- L'if du cimetière de Russy.
- La Vélomaritime, une véloroute destinée à relier à terme, sur 1 500 km, Roscoff à la frontière franco-belge près de Dunkerque, longe les falaises d'Aure-sur-Mer et domine la mer, succédant à l'ancien sentier du littoral, fermé depuis la fin des années 1990, permettant de rejoindre  deux secteurs clés des Plages du Débarquement, entre Gold Beach et Omaha Beach[46].